# اشلی تیزدیل
اشلی میشل تیزدِیل (به انگلیسی: Ashley Michelle Tisdale) (زادهٔ ۲ ژوئیه ۱۹۸۵)، بازیگر و خوانندهٔ آمریکایی است.

## گزیده فیلم‌شناسی
فهرست برخی از فیلم‌هایی که اشلی تیزدیل در آنها به ایفای نقش پرداخته است:
- زندگی یک حشره (صداپیشه)
- دانی دارکو
- موزیکال دبیرستان
- موزیکال دبیرستان ۲
- دبیرستان موزیکال ۳: سال آخر
- فیلم ترسناک ۵
- بازی آرام نقش